# Mihai Albu (cestista)
Mihai Albu (Sibiu, 21 giugno 1938 – Praga, 2 giugno 2017) è stato un cestista e allenatore di pallacanestro rumeno.

## Carriera
Con la Romania ha disputato sei edizioni dei Campionati europei (1961, 1963, 1965, 1967, 1969, 1971).

## Palmarès

### Giocatore
- Campionato rumeno: 5

Dinamo Bucarest: 1964-65, 1967-68, 1968-69, 1969-70, 1970-71
- Coppa di Romania: 3

Dinamo Bucarest: 1966-67, 1967-68, 1968-69
- Coppa di Germania: 1

MTV Wolfenbüttel: 1971-72

### Allenatore
- Coppa di Germania: 1

MTV Wolfenbüttel: 1981-82